# 030 Est 3001 à 3014
Les Mammouth série 9 numéros 3001 à 3014 sont des locomotives à vapeur construites pour la Compagnie des chemins de fer de l'Est par ses ateliers situés à Épernay en 1895 et 1896 sous les directives de M. Salomon, ingénieur en chef. En 1938 il ne restait plus que 9 machines qui devinrent les 1-030 B entre 1 et 14 à la SNCF.

## Description
Ces machines disposaient d'un foyer de type « Crampton » à grille étroite et d'un échappement à valves. La distribution était intérieure et du type « Stephenson » contrairement aux 030 Est 1002 à 1005 (futures : 1-030 A 2, 4 et 5 ). Le châssis était toujours extérieur aux essieux. Elles furent, il semble, les premières machines à avoir les aspects typiques de l'EST et en tout cas une silhouette plus conforme par rapport à leurs aînées.

## Utilisation et services
C'étaient pour l'époque de bonnes machines quoique déjà dépassées lors de leur sortie. En effet la traction des trains de marchandises était depuis du ressort des Eight wheel ou 040 et le type Consolidation ou 140 n'allait pas tarder à apparaître sur le devant de la scène ferroviaire. De fait elles furent affectées aux dépôts de : Paris la Villette, Noisy-le-Sec, Vaires et Troyes avec pour tâche la remorque de marchandises légères.
La dernière machine réformée en 1951 fut la 1-030 B 9. Comme elle était une des premières machines avec les apparaux de l'EST il était prévu qu'elle soit conservée au futur Musée du chemin de fer (actuellement appelé Cité du train). Malheureusement ce projet n'eut pas de suite ce qui est dommage car ces machines étaient aussi les plus jeunes et les plus puissantes des 030.

## Tenders
Les tenders qui leur furent accouplés étaient les mêmes que les 021 Est 441 à 485 (futures : 1-021 A entre 446 et 478 ), à savoir des tenders à 2 essieux contenant 10 m3 d'eau et 5 t de charbon immatriculés 371 à 427 puis 1-10 A 371 à 427.

## Caractéristiques
- Pression de la chaudière : 13 kg/cm2
- Surface de grille : 2,59 m2
- Surface de chauffe : 113,8 m2
- Diamètre et course des cylindres : 470 mm × 650 mm
- Diamètre des roues motrices : 1 420 mm
- Masse à vide : 45,3 t
- Masse en ordre de marche : 51,5 t
- Masse adhérente : 51,5 t
- Longueur hors tout : 9,8 m
- Masse du tender en ordre de marche : 27,2 t
- Masse totale : 78,7 t
- Longueur totale : ?
- Vitesse maxi en service : 60 km/h